# Flatanger
Flatanger – norweskie miasto i gmina leżąca w regionie Trøndelag.
Flatanger jest 221. norweską gminą pod względem powierzchni.

## Demografia
Według danych z roku 2005 gminę zamieszkuje 1205 osób. Gęstość zaludnienia wynosi 2,63 os./km². Pod względem zaludnienia Flatanger zajmuje 390. miejsce wśród norweskich gmin.
| ludność stan na 1 stycznia 2005 |         |           |       |
|                                 | kobiety | mężczyźni | razem |
| osób                            | 615     | 590       | 1205  |
| %                               | 51,04%  | 48,96%    | 100%  |

| wykształcenie stan na 1 października 2004 |            |         |        |          |
|                                           | podstawowe | średnie | wyższe | nieznane |
| osób                                      | 278        | 552     | 121    | 8        |
| %                                         | 28,99%     | 57,56%  | 12,62% | 0,83%    |

## Edukacja
Według danych z 1 października 2004:
- liczba szkół podstawowych (norw. grunnskolar): 4
- liczba uczniów szkół podst.: 164

## Władze gminy
Według danych na rok 2011 administratorem gminy (norw. rådmann) jest Rune Strøm, natomiast burmistrzem (norw. ordfører, d. borgermester) jest Reidar Lindseth.